# East Ham (Metropolitano de Londres)
East Ham é uma estação do Metrô de Londres na High Street North, no bairro East Ham do borough londrino de Newham no leste de Londres, Inglaterra. A estação fica na linha District e na linha Hammersmith & City. A estação foi inaugurada em 31 de março de 1858 pela London, Tilbury and Southend Railway em uma nova rota mais direta da Fenchurch Street para Barking. O grande edifício da estação eduardiana foi construído para acomodar os serviços elétricos da District Railway em um conjunto adicional de trilhos inaugurado em 1905. Tem um uso alto e crescente para uma estação suburbana, com 13,1 milhões de entradas e saídas em 2010. Fica nas zonas tarifárias 3 e 4 de Londres.

## História
A linha London, Tilbury e Southend de Bow a Barking, foi construída de leste a oeste, passando pelo meio da paróquia de East Ham em 1858. Antes da construção da linha, os trens faziam uma rota mais longa via Stratford e Forest Gate, ao norte. A nova linha inicialmente também tinha estações em Bromley e Plaistow, com Upton Park adicionada como a próxima estação a oeste de East Ham em 1877. A linha distrital, então conhecida como District Railway, começou a operar em 1902.
A linha District foi eletrificada em 1905 por um segundo par de trilhos, e o serviço foi reduzido de Upminster para East Ham; a estação então serviu como terminal leste, onde os passageiros eram transferidos para trens a vapor, até 1908, quando a eletrificação foi estendida para Barking. Em 1936, o serviço da linha Metropolitan foi introduzido. Em 1990, a estação, juntamente com outras estações além de Aldgate East, foi transferida para a nova linha Hammersmith & City . Um pequeno ramal para Woodgrange Park foi inaugurado em 1894 e fechado em 1958.

### Acidentes e incidentes
- Em 12 de novembro de 1959, um trem de passageiros ultrapassou os semáforos e sofreu uma colisão traseira com outro que estava parado na estação. Treze pessoas ficaram feridas.[4]
- Em 14 de fevereiro de 1990, um trem vazio formado por uma unidade múltipla elétrica Classe 305 e uma Classe 308 descarrilou.[5]

## Design
A estação tem duas plataformas, uma para cada direção. Grande parte da arquitetura original da estação vitoriana foi mantida e alguns trabalhos de restauração foram realizados em 2005. As plataformas desativadas dos serviços da Fenchurch Street para Southend, retiradas em 1962, ficam ao sul das plataformas atuais. Uma plataforma de baía desativada no lado norte da estação, fechada em 1958, conectada à Tottenham and Forest Gate Railway (agora a linha Gospel Oak para Barking) por meio de uma curva.

## Serviços

### Em direção a leste
- 12tph para Upminster (linha District)
- 3tph para Barking (linha District)
- 6tph para Barking (linha Hammersmith & City)

### Em direção a oeste
- 6tph para Richmond (linha District)
- 6tph para Ealing Broadway (linha District)
- 3tph para Wimbledon (linha District)
- 6tph para Hammersmith (linha Hammersmith & City)

## Conexões
As linhas de ônibus de Londres 101, 147, 238, 300, 304, 325, 376 e 474 atendem a estação.

## Galeria

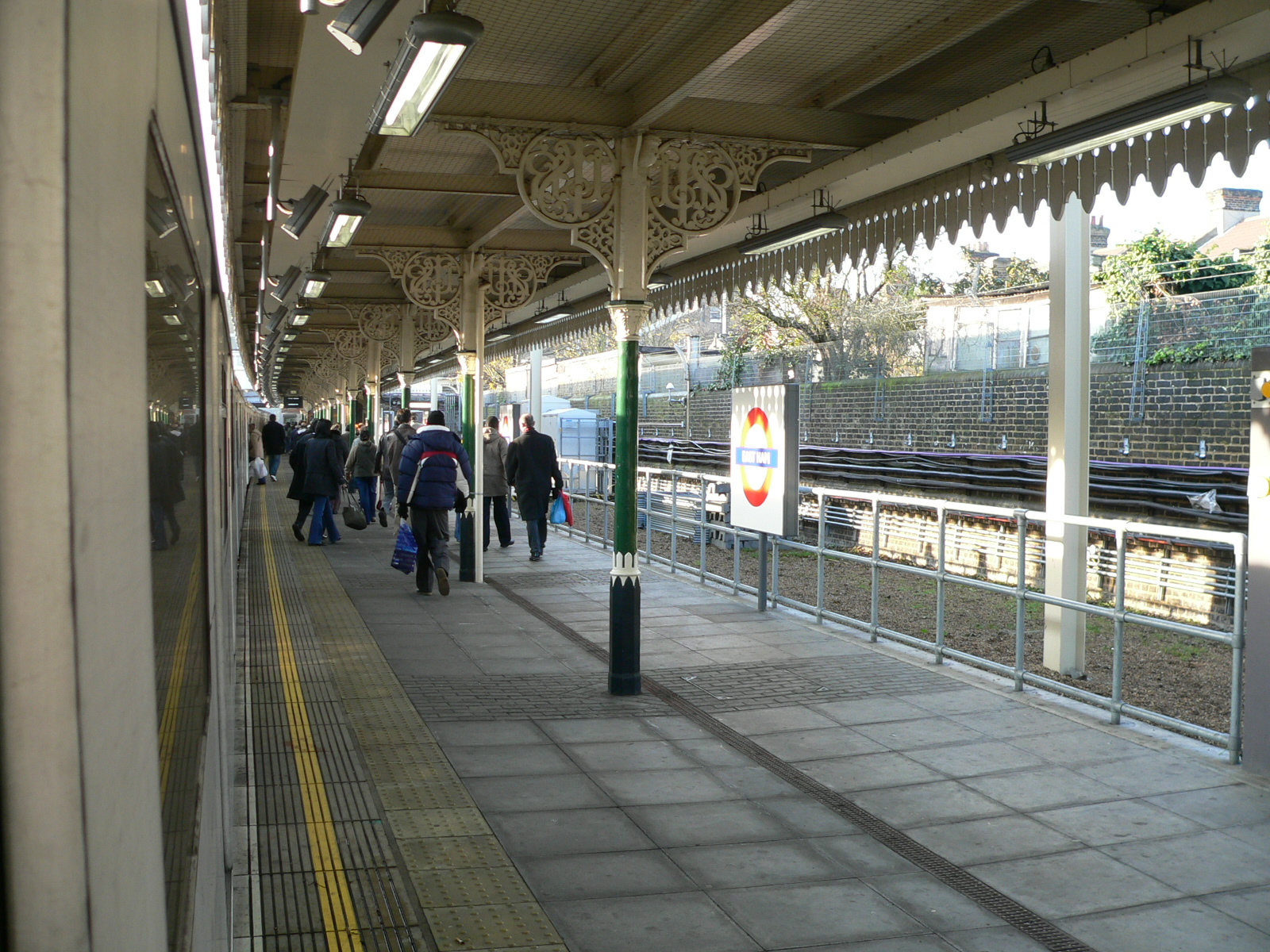
Trem da linha distrital na plataforma sentido leste.
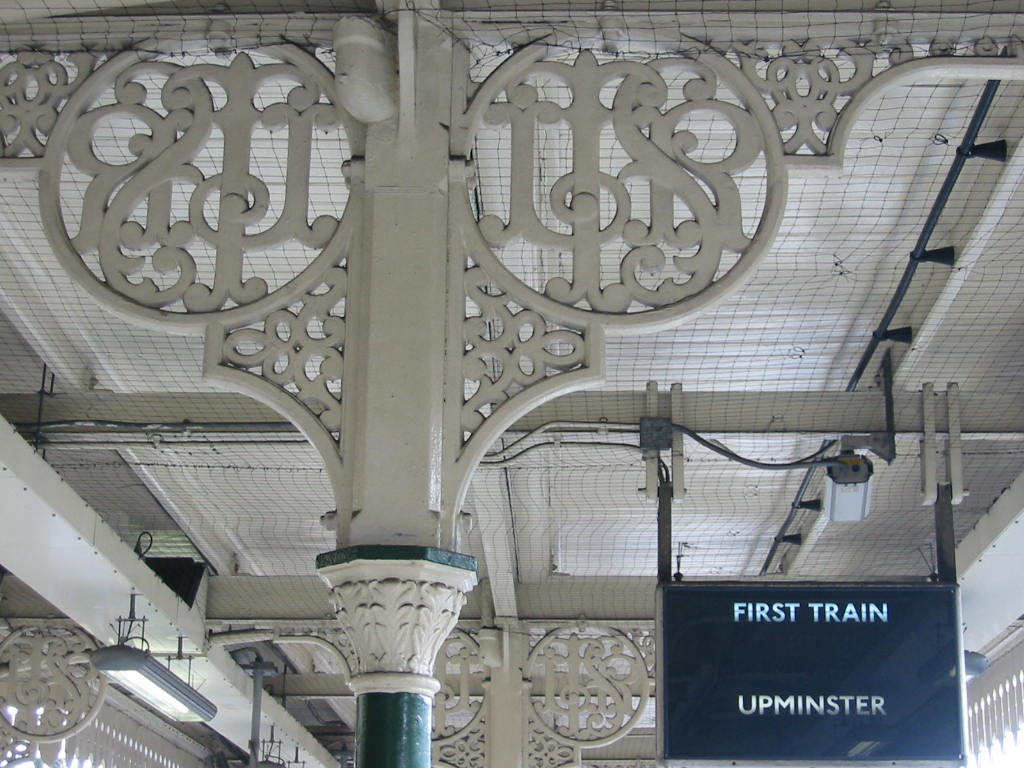
Exibição de destino 'Lightbox' e detalhe de suporte do dossel 'LTSR'na plataforma em direção ao leste.
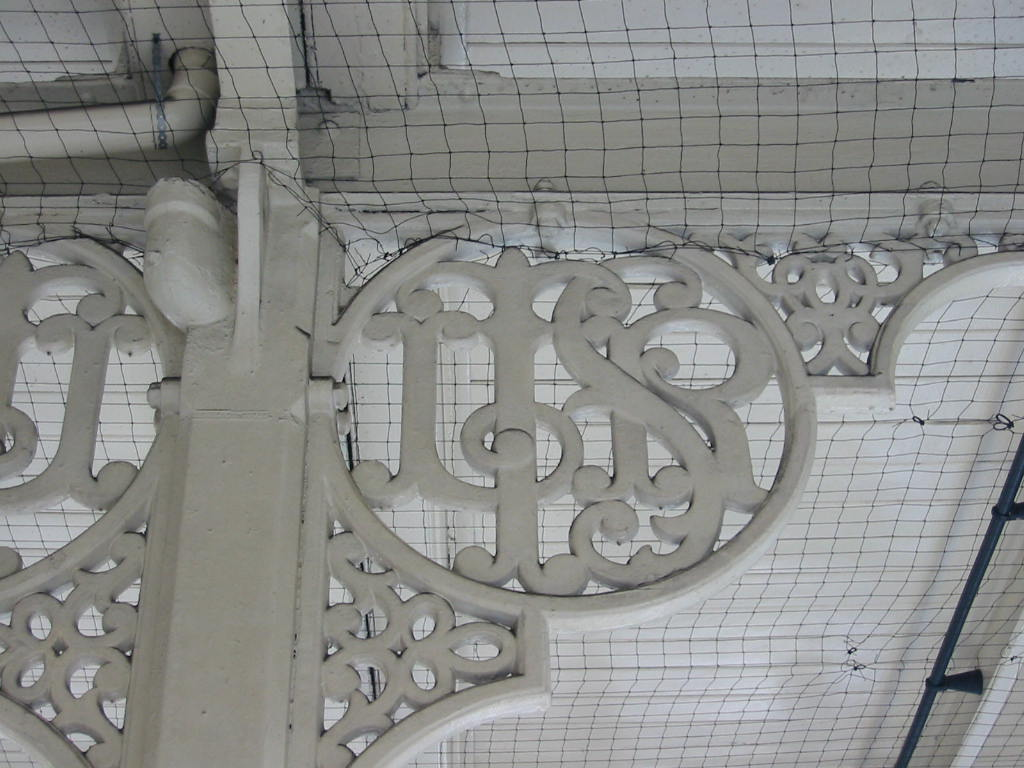
Close do detalhe 'LTSR' no suporte do dossel.